# Szenior úszás
A szenior úszás (vagy angol neve alapján masters úszás) az úszóversenyzésnek egy válfaja, amely rendezvényein FINA szabály szerint 25 éves kortól,  Európában 20 éves kortól, Kanadában, az Amerikai Egyesült Államokban és Ausztráliában 18 vagy 20 éves kortól indulhatnak versenyzők. A résztvevők ötéves korcsoportokban versenyeznek egymással. A korcsoportba a besorolás a verseny évében a versenyző által betöltött kor alapján történik.

## A szenior úszás szabályai
Az egyéni versenyszámokban használt korcsoportok: I. 25–29, II. 30–34, III. 35–39, IV. 40–44, V. 45–49, VI. 50–54, VII. 55–59, VIII. 60–64, IX. 65–69, X. 70–74, XI. 75–79, XII. 80–84, XIII. 85–89, XIV. 90–94, XV. 95–99 és így tovább 5 éves csoportokban. A korcsoportokban használatos az angol ábécé betűivel történő rövidítés is: A. 25–29, B: 30–34 stb. A 25 évnél fiatalabb versenyzők a szenior úszóversenyeken versenyen kívül indulhatnak, amit szokás 0. korcsoportként azonosítani, és időeredményüket szenior kategóriában nem tartják nyilván.
A váltó korcsoportok meghatározása a váltótagok korának összege alapján történik, ami lehetővé teszi, hogy egy váltóban különböző korú úszók indulhatnak együtt. A váltó korcsoportok: I. 100–119 (rendhagyó 20 éves korcsoport), II. 120–159, III. 160–199, IV. 200–239, V. 240–279, VI. 280–319, VII. 320–359 és így tovább 40 éves korcsoportokban.
A szenior úszás népszerű az Amerikai Egyesült Államokban, Kanadában, Ausztráliában és Európában. Sok városnak van szenior úszóklubja, amelyben bárkit szívesen fogadnak a hobbi úszótól a volt élversenyzőig. Magyarországon 30 körül volt (2013-ban) a szenior egyesületek száma, és ez a szám folyamatosan nő.
A szenior úszóversenyek szabályai és a távok, amelyeken rendezik, hasonlóak a versenyszerű úszáséhoz. A szenior versenyeken kezdetek óta megrendezik az úgynevezett mix váltókat (2 férfi + 2 nő) a férfi és női váltók mellett. A szenior versenyeken a leggyakoribb váltók a 4×50 méteres váltók, amelyeket az aktív versenyszerűen úszók esetében a rövidmedencés versenyeken rendezik meg. Az úszásnemek szabályaiban eltérés egyedül a pillangóúszásban van, ahol engedélyezett a mellúszó lábtempó használata.

## A szenior úszás története
Az első szenior úszóversenyt 1970-ben rendezték az Amerikai Egyesült Államokban. Magyarországon az első szenior úszóversenyt 1971 augusztusában rendezték Gyulán. A szenior úszás az 1986-os madridi kongresszuson lett a FINA hivatalos tagja, ezért az 1986-os tokiói szenior világbajnokságtól kezdve ezek a versenyek a FINA égisze alatt zajlanak.
A Magyar Szenior Úszók Országos Szövetsége először mint a Magyar Úszószövetség alszövetsége, 2006-tól pedig önálló szövetségként működik. A szövetség honlapja a www.mszuosz.hu oldalon érhető el. A szenior úszóvilágcsúcsokat a Nemzetközi Úszószövetség (FINA) honlapján, az Európa-csúcsokat az Európai Úszószövetség (LEN) honlapján, a magyarországi szenior úszócsúcsokat a Magyar Szenior Úszók Országos Szövetségének honlapján (www.mszuosz.hu) lehet megtekinteni.

## Szenior úszó-világbajnokságok
- 1978 – Toronto, CAN (nem-FINA)
- 1984 – Christchurch, NZL (nem-FINA)

A FINA égisze alatt rendezett és tervezett szenior úszó-világbajnokságok:
1. 1986 – Tokyo, JAP
2. 1988 – Brisbane, AUS
3. 1990 – Rio de Janeiro, BRA
4. 1992 – Indianapolis, USA
5. 1994 – Montreal, CAN
6. 1996 – Sheffield, ENG
7. 1998 – Casablanca, MOR
8. 2000 – Munich, GER
9. 2002 – Christchurch, NZL
10. 2004 – Riccione, ITA
11. 2006 – Palo Alto, USA
12. 2008 – Perth, AUS
13. 2010 – Göteborg/Boras, SWE
14. 2012 – Riccione, ITA
15. 2014 – Montreal, CAN
16. 2015 – Kazan, RUS
17. 2017 – Budapest, HUN
18. 2019 – Gwangju, KOR
19. 2023 – Fukuoka, JPN (FINA-módosítás)
20. 2024 – Doha, QAT
21. 2025 – Kallang,Singapore, SGP
22. 2027 – Budapest, HUN

## Szenior úszó-Európa-bajnokságok
1. 1987 – Blackpool, GBR
2. 1989 – Turku, FIN
3. 1991 – Coventry, GBR
4. 1993 – Sindelfingen, GER
5. 1995 – Riccione, ITA
6. 1997 – Prague, CZE
7. 1999 – Innsbruck, AUT
8. 2001 – Palma de Mallorca, ESP
9. 2003 – Millau, FRA
10. 2005 – Stockholm, SWE
11. 2007 – Kranj, SLO
12. 2009 – Cadiz, ESP
13. 2011 – Yalta, UKR
14. 2013 – Eindhoven, NED
15. 2016 – London, GBR
16. 2018 – Kranj, SLO
17. 2020 – Budapest, HUN (a koronavírus-járvány miatt elhalasztották majd törölték)
18. 2022 – Róma, ITA
19. 2024 - Belgrád, SRB
20. 2026 - Párizs, FRA